# Detroit vs. Everybody
Singles par Eminem
Calm Down
(2014) Phenomenal
(2015)
Singles par Royce da 5'9"
Twerk Dat, Pop That
(2014)
Singles par Danny Brown
Rambunctious
(2014)
Singles par Dej Loaf
We Good
(2014) Be Real
(2015)
Singles par Trick-Trick
Twerk Dat Pop That
(2014)
Detroit vs. Everybody est une chanson des rappeurs américains Eminem, Royce da 5'9", Big Sean, Danny Brown, Dej Loaf et Trick-Trick. C'est le second single extrait de la compilation du label Shady Records, Shady XV. Il est sorti le 11 novembre 2014 sur iTunes.

## Contenu
Dans Detroit vs. Everybody, les artistes rendent hommage à leur ville d'origine, Détroit. Eminem rend également hommage au producteur J Dilla, également originaire de la « Motor City ».

## Samples
La chanson contient des samples de Funky Drummer de James Brown et de Static on the Frequency de Peter Beveridge.

## Clip vidéo
Le clip de la chanson est réalisé par Syndrome, qui avait déjà travaillé avec Eminem pour les vidéos de 3 a.m. et Crack a Bottle en 2009 et Guts Over Fear (2014). La vidéo est présentée le 23 janvier 2015.
Le clip, en noir et blanc, a été tourné à Détroit, notamment au Ford Field, dans la boutique Henry the Hatter ou encore au Comerica Park.

## Classements hebdomadaires
| Classements                                   | Meilleure position |
| --------------------------------------------- | ------------------ |
| Australie (ARIA)                              | 86                 |
| Canadian Hot 100 (Billboard)                  | 87                 |
| États-Unis - Digital Songs (Billboard)        | 42                 |
| États-Unis -Hot R&B/Hip-Hop Songs (Billboard) | 28                 |

## Crédits
- Statik Selektah – production, enregistrement[2]
- Eminem – production, mixage
- Mike Strange – enregistrement, mixage
- Joe Strange – enregistrement
- I.V. Duncan – enregistrement
- Luis Resto – claviers